# Federazione delle Chiese evangeliche in Italia
La Federazione delle Chiese evangeliche in Italia (in acronimo FCEI) è un organismo di cooperazione tra le Chiese evangeliche italiane.

## Storia
Costituita ufficialmente il 5 novembre 1967 a Milano, la FCEI riunisce oggi quasi tutte le denominazioni protestanti storiche presenti in Italia (valdese, luterana, riformata, battista e metodista) e alcune chiese pentecostali (anche se le più importanti numericamente sono riunite nelle Assemblee di Dio in Italia).

## Obiettivi
Scopi della federazione, come recita lo Statuto all'art. 2, sono quelli di "vigilare sul rispetto dell'esercizio dei diritti di libertà in tema di religione; di promuovere l'informazione sulla cultura delle chiese evangeliche e delle minoranze religiose; di promuovere l'attività di istruzione ed educazione; di svolgere attività di assistenza a favore di persone svantaggiate, con particolare riferimento ai rifugiati e migranti".

## Organizzazione
Membri effettivi sono la Chiesa evangelica valdese (25.000 membri), l'Unione cristiana evangelica battista d'Italia (15.000), la Chiesa evangelica luterana in Italia (7.000), l'Opera per le Chiese evangeliche metodiste in Italia (5.000), la Comunità evangelica riformata di Confessione elvetica di Trieste, la Chiesa di Scozia in Italia, l'Esercito della salvezza in Italia (2.000), la Comunione di Chiese libere, la Chiesa apostolica italiana e la Comunità cristiana "Fiumi di Vita". Dal 2003 l'Associazione comunità cristiane è membro aderente (230), mentre nel 2006 sono state ammesse come osservatori la Chiesa cristiana avventista del settimo giorno (9.119 membri adulti battezzati più 25.000 simpatizzanti) e la Federazione delle Chiese pentecostali (50.000).
La FCEI, attraverso le sue chiese membro, intrattiene rapporti con le maggiori organizzazioni protestanti del mondo, come la Federazione mondiale luterana, l'Alleanza mondiale delle Chiese riformate, l'Alleanza mondiale battista e il Consiglio metodista mondiale, nonché con il Consiglio ecumenico delle Chiese.
La FCEI mantiene inoltre rapporti di collaborazione con la Federazione delle Donne Evangeliche in Italia (FDEI) e la Federazione giovanile evangelica italiana (FGEI), le quali hanno diritto di nominare i propri delegati con voce consultiva all'assemblea.

## Federazione delle Donne Evangeliche in Italia
Nata 1976 dal Movimento femminile battista (MFEB) dal Segretariato per le Attività Femminili Metodista e dalla Federazione Femminile Valdese (FFVM),  nel 1998 si sono unite altre realtà evangeliche quali quelle luterane, avventiste, dell'Esercito della Salvezza e della Chiesa riformata Ticinese.
Collabora con la Federazione delle Chiese Evangeliche in Italia (FCEI). È componente del movimento ecumenico che organizza la Giornata Mondiale di Preghiera. Ha come simbolo, ideato da Tea Tonarelli, è una croce formata da quattro donne stilizzate con le braccia allargate protese le une verso le altre e desiderose di lavorare armonicamente insieme. Nel 2016 ha celebrato i suoi quarant'anni con il libro "Innovatrici complementari o scomode?" a cura di Dora Bognandi, Lina Ferrara e Gianna Urizio.
È costituita da gruppi e Unioni femminili evangelici, ma anche singole donne, operanti in Italia o di lingua italiana operanti all’estero che si riconoscono uniti da una comune vocazione di testimonianza cristiana. Impegnata nella riscoperta delle figure femminili nei testi biblici, nonché nella rilettura degli stessi dal punto di vista femminile, e nella lotta alla violenza sulle donne

## Presidenti
Secondo lo Statuto vigente – approvato dalla XVII assemblea del dicembre 2015 – sono gli organi della FCEI: l'Assemblea, il Consiglio, il Presidente e il Collegio dei revisori.
- Mario Sbaffi (1969-1973)
- Aldo Comba (1973-1976)
- Piero Bensi (1976-1982)
- Aurelio Sbaffi (1982-1988)
- Giorgio Bouchard (1988-1994)
- Domenico Tomasetto (1994-2000)
- Gianni Long (2000-2006)
- Domenico Maselli (2006-2009)
- Massimo Aquilante (2009-2015)
- Luca Maria Negro (2015-2021)
- Daniele Garrone (2021-in carica)

## Premi e riconoscimenti
- Nel 2016 ha ottenuto il Premio Giornalistico Archivio Disarmo - Colombe d'oro per la pace, per il progetto Corridoi Umanitari insieme alla Comunità di Sant'Egidio e alla Tavola Valdese.